# Kōki Tanaka
Kōki Tanaka (田中 聖?, Tanaka Kōki; Chiba, 5 novembre 1985) è un cantante e attore giapponese.
Tarento e idol ed ex componente del gruppo musicale KAT-TUN; scriveva i testi delle canzoni in stile rap della band sotto lo pseudonimo di JOKER. Inoltre è anche presentatore televisivo ed intrattenitore.
È il secondo figlio di 5 fratelli; ha partecipato a vari dorama inizialmente in ruoli di supporto e accompagnamento per i personaggi principali, alcuni dei quali accanto al collega e amico Kazuya Kamenashi. Suo fratello più giovane Juri è membro degli HipHopJump. Il padre è un ufficiale dell'esercito; ha studiato veterinaria in quanto ama molto gli animali. Nel 2013 ha lasciato i KAT-TUN per inadempienze contrattuali con la Johnny & Associates, con la quale era sotto contratto dal 1998, fondando il gruppo musicale INKT.

## Filmografia
- Nekketsu ren-ai dō (NTV, 1999)
- Kowai nichiyōbi (NTV, 1999)
- Kowai nichiyōbi ~Shinsho~ (NTV, 1999)
- Tenshi ga kieta machi (NTV, 2000)
- Kowai nichiyōbi 2000 (NTV, 2000)
- Never Land as Iwatsuki Shigehisa (TBS, 2001)
- Kindaichi shōnen no jikenbo 2005 (NTV, 2005)
- Takusan no ai o arigato (NTV, 2006)
- My Boss, My Hero - Kazuya Manabe (NTV, 2006)
- Tatta hitotsu no koi - Kō Kusano (NTV, 2006)
- Byakkotai (film) - Gisaburo Shinoda e Yusuke Shinoda (TV Asahi, 2007)
- Tokkyu Tanaka san go - Ichiro Tanaka (TBS, 2007)
- Hissatsu shigotonin 2009 - Ren (TV Asahi, 2009)
- Rikon Syndrome (NTV, 2010)
- Hissatsu shigotonin 2010 SP - Ren (TV Asahi, 2010)
- Hissatsu shigotonin 2012 - Ren (TV Asahi, 2012)